# Europese kampioenschappen roeien 2012
De Europese kampioenschappen roeien 2012 werden van vrijdag 14 september tot en met zondag 16 september gehouden op het Meer van Varese bij het Italiaanse Varese. Er werden medailles verdeeld op veertien onderdelen, acht bij de mannen en zes bij de vrouwen

## Medaillewinnaars

### Mannen
| Bootklasse              | Goud | Goud    | Zilver | Zilver  | Brons | Brons   |
| Skiff M1x               | Litouwen Mindaugas Griškonis | 6:57,56 | Kroatië Damir Martin | 6:57,63 | Bulgarije Georgi Bozhilov | 6:59,71 |
| Twee zonder M2-         | Nederland Rogier Blink Mitchel Steenman | 6:28,00 | Spanje Álex Sigurbjörnsson Pau Vela | 6:29,17 | Servië Nenad Beđik Nikola Stojić                                                                                                   | 6:31,50 |
| Dubbel twee M2x         | Kroatië Martin Sinković Valent Sinković | 6:14,25 | Italië Alessio Sartori Romano Battisti Boris Yotov | 6:15,17 | Noorwegen Nils Jakob Hoff Kjetil Borch                                                                                             | 6:17,78 |
| Vier zonder M4-         | Griekenland Nikolaos Goudoulas Apostolos Goudoulas Georgios Tziallas Ioannis Christou                                                                        | 5:56,03 | Roemenië Marius Cozmiuc George Palamariu Cristi Ilie Pîrghie Florin Curuea                                                                                     | 5:57,37 | Servië Miloš Vasić Radoje Đerić Miljan Vuković Goran Jagar                                                                         | 5:58,72 |
| Dubbel vier M4x         | Estland Andrei Jämsä Allar Raja Tõnu Endrekson Kaspar Taimsoo                                                                                                | 5:47,91 | Oekraïne Yuriy Ivanov Ivan Futryk Oleksandr Nadtoka Ivan Dovhodko                                                                                              | 5:51,18 | Slovenië Gašper Fistravec Jan Špik Jernej Markovc Matej Rojec                                                                      | 5:52,01 |
| Acht M8+                | Polen Marcin Brzeziński Maciej Mattik Mikołaj Burda Piotr Hojka Zbigniew Schodowski Michal Szpakowski Krystian Aranowski Rafał Hejmej Daniel Trojanowski (s) | 5:33,23 | Italië Paolo Perino Giuseppe Vicino Leopoldo Sansone Pierpaolo Frattini Mario Paonessa Vincenzo Capelli Sergio Canciani Andrea Tranquilli Enrico D'Aniello (s) | 5:34,57 | Tsjechië Kornel Altman David Jirka Jakub Podrazil Michal Horváth Jan Pilc Milan Doleček Petr Melichar Matyáš Klang Martin Šuma (s) | 5:35,23 |
| Lichte dubbel twee LM2x | Griekenland Panagiotis Magdanis Spyridon Giannaros | 6:21,58 | Portugal Pedro Fraga Nuno Mendes | 6:22,27 | Verenigd Koninkrijk Chris Boddy Michael Mottram                                                                                    | 6:23,34 |
| Lichte vier zonder LM4- | Italië Luca De Maria Martino Goretti Petru Zaharia Armando Dell'Aquila                                                                                       | 6:00,92 | Verenigd Koninkrijk Sam Scrimgeour Adam Freeman-Pask William Fletcher Jonathan Clegg                                                                           | 6:01,74 | Servië Nikola Selaković Miloš Stanojević Nenad Babović Miloš Tomić                                                                 | 6:05,46 |

### Vrouwen
| Bootklasse              | Goud | Goud    | Zilver | Zilver  | Brons | Brons   |
| Skiff W1x               | Litouwen Donata Vištartaitė | 7:36,26 | Servië Iva Obradović | 7:39,87 | Estland Kaisa Pajusalu | 7:41,81 |
| Twee zonder W2-         | Roemenië Camelia Lupașcu Nicoleta Albu | 7:14,49 | Verenigd Koninkrijk Caragh McMurtry Olivia Carnegie-Brown                                                                                              | 7:18,65 | Kroatië Sonja Kešerac Maja Anić | 7:18,91 |
| Dubbel twee W2x         | Wit-Rusland Tatsiana Kukhta Katsiaryna Shliupskaya | 6:58,94 | Italië Giulia Pollini Giada Colombo | 7:02,20 | Roemenië Maria Diana Bursuc Adelina Cojocariu | 7:03,67 |
| Dubbel vier W4x         | Oekraïne Kateryna Tarasenko Nataliya Dovgodko Olha Hurkovska Yana Dementyeva                                                                                     | 6:26,44 | Polen Kamila Socko Joanna Leszczynska Sylwia Lewandowska Natalia Madaj                                                                                 | 6:28,42 | Roemenië Ionelia Zaharia Ioana Craciun Camelia Lupașcu Nicoleta Albu                                                                                                | 6:29,98 |
| Acht W8+                | Roemenië Roxana Cogianu Viorica Susanu Cristina Grigoras Irina Dorneanu Georgeta Andrunache Andreea Boghian Rodica Şerban Ioana Rotaru Talida-Teodora Gidoiu (s) | 6:06,94 | Italië Claudia Wurzel Sara Magnaghi Alessandra Patelli Giada Colombo Gabriella Bascelli Sara Bertolasi Gaia Palma Enrica Marasca Federica Cesarini (s) | 6:17,66 | Verenigd Koninkrijk Leonora Kennedy Claire Mckeown Monica Relph Victoria Meyer-Laker Yasmin Tredell Zoe Lee Caragh McMurtry Olivia Carnegie-Brown Zoe de Toledo (s) | 6:18,31 |
| Lichte dubbel twee LW2x | Italië Laura Milani Elisabetta Sancassani | 6:53,39 | Griekenland Christina Giazitzidou Alexandra Tsiavou | 6:57,62 | Verenigd Koninkrijk Ruth Walczak Imogen Walsh | 6:58,87 |

## Medailleklassement
| Plaats | Land                | Goud | Zilver | Brons | Totaal |
| 1      | Italië              | 2    | 4      | 0     | 6      |
| 2      | Roemenië            | 2    | 1      | 2     | 5      |
| 3      | Griekenland         | 2    | 1      | 0     | 3      |
| 4      | Litouwen            | 2    | 0      | 0     | 2      |
| 5      | Kroatië             | 1    | 1      | 1     | 3      |
| 6      | Polen               | 1    | 1      | 0     | 2      |
| 6      | Oekraïne            | 1    | 1      | 0     | 2      |
| 8      | Estland             | 1    | 0      | 1     | 2      |
| 9      | Nederland           | 1    | 0      | 0     | 1      |
| 9      | Wit-Rusland         | 1    | 0      | 0     | 1      |
| 11     | Verenigd Koninkrijk | 0    | 2      | 3     | 5      |
| 12     | Servië              | 0    | 1      | 3     | 4      |
| 13     | Portugal            | 0    | 1      | 0     | 1      |
| 13     | Spanje              | 0    | 1      | 0     | 1      |
| 15     | Bulgarije           | 0    | 0      | 1     | 1      |
| 15     | Noorwegen           | 0    | 0      | 1     | 1      |
| 15     | Slovenië            | 0    | 0      | 1     | 1      |
| 15     | Tsjechië            | 0    | 0      | 1     | 1      |
| Totaal | Totaal              | 14   | 14     | 14    | 42     |